# Dudley Lister
Dudley Lister – angielski bokser, srebrny medalista Mistrzostw Europy z roku 1925.
W maju 1925 został wicemistrzem Europy w kategorii ciężkiej. W półfinale Mistrzostw Europy 1925 wyeliminował reprezentanta Niemiec Helmuta Siewarta, awansując do finału wraz z reprezentantem gospodarzy, Szwedem Brorem Perssonem. W finale Lister przegrał na punkty, zajmując drugą pozycję w kategorii ciężkiej, w której limit wynosił +79,4 kg.. Łącznie reprezentacja Anglii zdobyła pięć medali na Mistrzostwach Europy, w tym dwa złote.